# Compsibidion punga
Compsibidion punga là một loài bọ cánh cứng trong họ Cerambycidae.